# Eldo
Eldo, справжнє ім'я Лешек Казмєрчак (пол. Leszek Kaźmierczak; нар. 27 липня 1979 в Варшаві) відомий також, як Eldoka – польський репер і автор текстів, а також диктор. Колишній учасник хіп-хоп гурту Grammatik. Разом з членами групи заснував музичний лейбл Frontline Records.
Eldo співпрацював з російським діджеєм DJ Vadim, чеським дуетом Indy & Wich, а поза хіп-хопом співпрацював з Лешкем Моздзерем та Монікою Бродка для якої написав тексти для творів "Bajeczka (Intro)" i "Samochody i tramwaje", які вийшли на альбомі вокалістки "Moje piosenki". У 2001 році знявся у фільмі Сільвестра Латковскєго "Blokersi".
Виступав на міжнародному фестивалі Hip Hop Kemp 2002 (як член групи Grammatik) та в 2007 році разом з DJ Danielem Drumzem. У 2011 році польський журнал Machina віддав йому 5 місце серед 30 найкращих польських реперів. Як диктор був пов'язаний з радіостанцією Radio Euro на якій проводив радіо-шоу "DJ Pasmo".

## Кар'єра
З культурою хіп-хоп познайомився як бі-бой і графіті-художник. Репом зацікавився під час концерту Rap Day в 1997 році, на якому виступали Molesta i Trzyha. Незабаром разом з Jotuze створив гурт Grammatik. Група була частиною варшавського об'єднання "Szyja skład", до якого також входили такі гурти, як Edytoriał і Maesto. В результаті цієї співпраці був створений трек "24h", який потім увійшов до компіляції Enigma: 022 underground vol. 2. В 1998, коли до групи Grammatik приєднався інструменталіст Noon, випустили нелегально альбом під назвою "EP". Потім до даного альбому ввійшло ще декілька треків і в 1999 вийшов альбом "EP+" на лейблі Blend Records. Після виходу "EP+" до гурту приєднався Ash. В жовтні 2000 року вийшов другий альбом групи під назвою "Światła miasta". Продажі досягнули позначки 30 тисяч екземплярів.Окрім успіху, гурт покинули Noon i Ash. Незабаром гурт Grammatik припинив своє існування, а Eldo розпочав сольну кар'єру.
У 2001 році відбулась прем'єра фільму Сільвестра Латковскєго "Blokersi" в якому одним з головних героїв був Eldo. Його заява про стан сучасного хіп-хопу в Польщі в фільмі "Mówią Bloki 2"(MTV Polska) зустрілась критикою варшавського репера Tede. Ця подія привзела до конфронтації фрістайлом, яка відбулася в клубі "Crazy" 26 серпня 2001 року, де "Obrońcy Tytułu" (в складі: Eldo – PeZet, Noon, Dena, Praktik, DJ Romek, Parker, Pudel i Kret) протистояли проти "Gib Gibon Skład" (Tede, WSZ & CNE). Ця подія була знята телеканалом VIVA Polska. Також цього року побачив світ перший сольний альбом виконавця під назвою "Opowieść o tym, co tu dzieje się naprawdę". Гостями на альбомі стали: Pezet, Dizkret, Sokół, Wigor та гурт Echo. За музику відповідав Dena, а скретчі DJ Twister. Альбом був виданий на лейблі T1-Teraz.
У 2003 році Eldo випустив свій другий сольний альбом під назвою "Eternia". На альбомі як гості виступав чеський дует Indy & Wich, Pjus та Nuno. Авторами бітів на альбомі були: Ajron, Zjawin, Supra, Wich, Webber та Joter. Альбом був виданий на лейблі Blend Records.
У 2004 році вийшов сингл групи Grammatik під назвою "Reaktywacja". У 2005 році, через чотири роки перерви, вийшов альбом під назвою "3". У середині травня 2006 року, на лейблі Frontline Records, вийшов альбом Eldo разом з дуетом продюсерів Bitnix - "Człowiek, który chciał ukraść alfabet" (Eldo/Bitnix).
В березні 2007 року на лейблі My Music вийшов четвертий сольний альбом Eldo під назвою "27". Назва альбому відноситься до народження репера та його віку. Авторами музики на альбомі були так бітмейкери: Flamaster, Kixnare, Daniel Drumz, Dena, Webber, Czarny, Dj Gris. Гостями на двох треках виступають Pjus (2cztery7) та Diox. Альбом в тому самому році був номінований в категорії Płyta Hip-Hop/ R'N'B. 
Під кінець того самого року гурт Grammatik опублікував свій четвертий, a затим і останній альбом під назвою "Podróże".
У 2007 році Eldo взяв участь в акції "Wybieram.pl", яка мала закликати поляків до голосування на парламентських виборах 2007 року. Музичною темою акції було використання музики з треку "Tylko słowo" (авторства Ajrona) з Eterni.
3 травня 2008 року гурт Grammatik припинив своє існування. 14 червня дав свій останній концерт. 12 грудня того самого року, на лейблі My Music вийшов п'ятий альбом Eldo під назвою "Nie pytaj o nią". Гостями на альбомі стали учасники гурту Hi-Fi Banda,a авторами музики стали: Zjawin, Mr. White, Szczur, Donde та Czarny. В березні 2009 появився кліп на пісню "Granice". Разом з футболістом Якубом Блащиковським знявся в рекламі фірми Nike. 29 червня 2010 року вийшов альбом під назвою "Zapiski z 1001 nocy", автором бітів до якої став дует The Returners.

## Дискографія

### Альбоми
| 2001  | Opowieść o tym, co tu dzieje się naprawdę - Дата: 12 листопада 2001 - Видавництво: T1-Teraz                 | —  |             |
| 2003  | Eternia - Дата: 13 вересня 2003 - Видавництво: Blend Records                                                | 8  |             |
| 2006  | Człowiek, który chciał ukraść alfabet (oraz Bitnix) - Дата: 19 травня 2006 - Видавництво: Frontline Records | 13 |             |
| 2007  | 27 - Дата: 26 березня 2007 - Видавництво: My Music                                                          | 6  |             |
| 2008  | Nie pytaj o nią - Дата: 12 грудня 2008 - Видавництво: My Music                                              | 9  | złota płyta |
| 2010  | Zapiski z 1001 nocy - Дата: 29 червня 2010 - Видавництво: My Music                                          | 1  | złota płyta |
| 2012  | Live in Warsaw 2012 (CD+DVD) - Дата: 8 грудня 2012 - Видавництво: Respekt Records                           | —  |             |
| "—" . | |    |             |

### Сингли
| 2003  | "Mędrcy z kosmosu"                              | 8 |
| 2010  | Daniel Drumz ft. Jim Dunloop, Eldo – "Kraktown" | — |
| "—" . |                                                 |   |